# Франк Дюваль
Франк Дюваль (нім. Frank Duval, Frank Uwe Patz; *22 листопада 1940, Берлін, Німеччина) — німецький композитор, співак і аранжувальник. Популярність завоював своєю музикою до кримінальних серіалів «Інспектор Дерік» (1974—1998), «Старий» (Der Alte, 1977 — дотепер) і «Розшукове агентство Рота» (Detektivbüro Roth, 1986—1987).

## Біографія
Франк Дюваль походить з роду гугенотів. Його батько та тітка були художниками, а дід — редактором щоденної газети «Berliner Zeitung». У дванадцятирічному віці він починав як актор і танцюрист. У 1954 році став помічником режисера у берлінському театрі Vaganten Bühne. У 1956 році закінчив курс навчання як танцюрист, тренувався разом з артисткою балету Тетяною Гзовською (Ісаченко). У 1958 році почав співати популярні пісні з сестрою Марією. У 1960 році їхня пісня Ich fahr’ mit dir und du mit mir звучала у заставці лотереї найбільшого телерадіоконсорціуму Німеччини ARD. Після декількох успішних пісень вони розділилися в 1962 році.
У наступному році Франк Дюваль отримав роль Фредді в німецькій адаптації музичної комедії «Моя чарівна леді» (My Fair Lady). Франк зустрів акторку Карін Гюбнер і одружився з нею.
На початку 1970-х років, пишучи й компонуючи для таких артистів, як Марія Шелл, Клаус Льович, Пітер Александр, Бата Іліц, Александра, Дюваль виробив власний стиль і поступово домігся успіху. Він написав понад дві сотні композицій для культового німецького детективного телесеріалу 1974—1998 років «Інспектор Дерік» і французького телесеріалу 1977—1987 років «Лисиця» (фр. Le Renard). Він одержав міжнародне визнання, написавши пісню Give Me Your Love для кіносеріалу «Наші найкращі роки» (нім. Unsere schönsten Jahre, 1983—1985 рр.). Першим успішним альбомом був диск із музикою до фільму «If I Could Fly».
У 1980-х роках брав участь у створенні музичної реклами для фірм «Порше», «Мерседес-Бенц» і «БМВ». У 1981 році в Бразилії було продано 750000 копій його пісні Angel of Mine.
1985 року Франк Дюваль зі своєю дружиною Калиною Малоєр, авторкою пісень і художницею, поселився на острові Ла-Пальма, що належить до Канарських островів, де живе на пенсії. Тут він з дружиною працює над новою музикою та створює відео.
У 2001 році він випустив потрійний CD-Box «Spuren», де зібрав всі найкращі свої пісні. Тоді ж Дюваль заявив, що йде з музики.
У 2002 році в Ростоцькому університеті музики і театру була вперше показана велика добірка робіт подружжя  — виставка Magic Moments.

## Альбоми
| - 1979 Die Schönsten Melodien Aus Derrick Und Der Alte - 1981 Angel of Mine - 1982 Face to Face — музика до серіалів «Деррік» та «Старий» - 1983 If I Could Fly Away - 1983 Orphee - 1984 Living Like A Cry - 1985 Time for Lovers - 1986 Bitte laßt die Blumen leben - 1987 When You Were Mine - 1988 Love Me, Love - 1988 Greatest Hits (AMIGA) | - 1989 Touch My Soul - 1989 Seine Größten Erfolge - 1991 Solitude - 1994 Vision - 1994 Best Of Frank Duval - 1995 Derrick Forever - 1996 Time For Angels - 2001 Golden Hits (1981—1994) - 2001 Spuren: Songs & Sounds (3CD) - 2002 Piano Para Ti - 2021 Lonesome Fighter |